# Royal Aircraft Factory R.A.F.3
Royal Aircraft Factory R.A.F.3 byl vodou chlazený vidlicový dvanáctiválec vyvinutý roku 1914. První verze, R.A.F.3, měla zdvihový objem 15,677 litru. Později byla vyvinuta výkonnější verze motoru s označením R.A.F.3a s větším zdvihovým objemem, ta byla z výrobních důvodů převedena na britské míry (vrtání válce se přitom zvětšilo ze 109 mm na 4 ½ in, tedy 114,3 mm). Motory verze R.A.F.3a vyráběla v licenci firma D. Napier & Son Ltd. (Royal Aircraft Factory se zabývala především výrobou draků, drtivá většina v R.A.F. zkonstruovaných motorů byla vyrobena v licenci).

## Verze
- R.A.F.3, 200 hp, vzletový výkon 200 hp, maximální 230 hp při 1700 ot/min.
- R.A.F.3a, 200 hp, vzletový výkon 260 hp při 1750 ot/min, maximální 278 hp při 1900 ot/min; poháněl stroje Royal Aircraft Factory R.E.7 a Airco D.H.4 (na D.H.4 byl pouze zkoušen).

## Technická data motoru Royal Aircraft Factory R.A.F.3a
- Typ: pístový letecký motor, čtyřdobý zážehový vodou chlazený vidlicový dvanáctiválec (bloky válců svírají úhel 60 stupňů) s atmosférickým plněním, vybavený reduktorem, motor pohání levotočivou tažnou vrtuli

- Vrtání válce: 4 ½ in (114,3 mm)
- Zdvih pístu: 5 ½ in (139,7 mm)
- Celková plocha pístů: 190,85 sq. in. (1231,3 cm²)
- Zdvihový objem motoru: 1049,7 cu. in. (17 201 cm³)
- Převod reduktoru: 2,00
- Kompresní poměr: 5,30
- Rozvod ventilový
- Zapalování magnety A.65
- Příprava směsi: karburátory Claudel-Hobson 34 Mk.1A Duplex
- Mazání tlakové, oběžné
- Hmotnost suchého motoru: 353,8 kg
- Výkony:
  - vzletový: 260 hp (193,9 kW) při 1750 ot/min
  - maximální: 278 hp (207,3 kW) při 1900 ot/min